# Liste der Mitglieder der Academia Brasileira de Filologia
Die Liste der Mitglieder der Academia Brasileira de Filologia enthält die Namenspatrone, Gründer beziehungsweise erste und folgende Stuhlinhaber sowie den Namen des aktuellen Mitglieds der 1944 gegründeten Academia Brasileira de Filologia (ABRAFIL) in Rio de Janeiro. Die Anzahl ist auf 40 Mitglieder begrenzt. Die Mitgliedschaft gilt bis zum Lebensende.
| Stuhl (cadeira) | Namenspatron                                | Bisherige Mitglieder | Aktuell                                        |
| --------------- | ------------------------------------------- | --- | ---------------------------------------------- |
| 01              | José de Anchieta                            | Augusto Magne → Humberto Galiano de Melo Nóbrega | Maximiano de Carvalho e Silva                  |
| 02              | Antônio Vieira                              | Afrânio Peixoto → José Carlos de Macedo Soares → Aires da Mata Machado Filho → Alvacyr Pedrinha                                                                        | Fernando Ozório Rodrigues                      |
| 03              | Antônio de Moraes Silva                     | Antenor de Veras Nascentes → Abgar Renault | Cilene da Cunha Pereira                        |
| 04              | Francisco Sotero dos Reis                   | Ernesto Faria → Petrônio Mota → Newton Perissé Duarte → Mário Camarinha da Silva                                                                                       | Castelar de Carvalho                           |
| 05              | Francisco Adolfo de Varnhagen               | Rodolfo Augusto de Amorim Garcia → Mário Pena da Rocha → Manuel Cavalcanti Proença → Emmanuel Pereira Filho → Rosário Farâni Mansur Guérios → Cremildo de Arruda Filho | Antônio Nunes Malveira                         |
| 06              | Antônio Gonçalves Dias                      | Renato Almeida | Rosalvo do Vale                                |
| 07              | Batista Caetano de Almeida Nogueira         | Basílio de Magalhães → Vittorio Emanuelle Bergo → Francisco Agenor Ribeiro da Silva                                                                                    | Nilda Santos Cabral                            |
| 08              | José Vieira Couto de Magalhães              | Charles Fredsen → Adauto Fernandes | Claudio Cezar Henriques                        |
| 09              | Heráclito de Alencastre Pereira da Graça    | Júlio Nogueira | Walmírio Eronides de Macedo                    |
| 10              | Francisco Manuel de Melo                    | Eduardo José Carlos Henrique Pinheiro Domingues → Carlos Henrique da Rocha Lima                                                                                        | José Ricardo da Silva Rosa                     |
| 11              | Antônio Joaquim de Macedo Soares            | Jonas de Moraes Corrêa | Marina Machado Rodrigues                       |
| 12              | Ernesto Carneiro Ribeiro                    | João Guimarães → Hamilton Elia | Carlos Eduardo Falcão Uchôa                    |
| 13              | Franco de Sá                                | Joaquim Mattoso Câmara Júnior → Antônio de Pádua da Costa e Cunha → Álvaro de Sá                                                                                       | Carlos Alberto Sepúlveda Alves                 |
| 14              | Afonso d’Escragnolle Taunay                 | Beni Carvalho → Antônio Houaiss | Mauro de Salles Vilar                          |
| 15              | Júlio Ribeiro                               | Ismael de Lima Coutinho → Matilde Matarazzo Gargiulo | José Mário Botelho                             |
| 16              | Pacheco da Silva Júnior                     | Serafim da Silva Neto | Evanildo Cavalcante Bechara                    |
| 17              | Franklin Ramiz Galvão                       | Padberg Drenkpol → Gladstone Chaves de Mello | Terezinha Maria da Fonseca Passos Bittencourt  |
| 18              | Carlos Maximiano Pementa de Laet            | Ragy Basile → Orlando da Fonseca Pires | Manuel Pinto Ribeiro                           |
| 19              | Rui Barbosa                                 | José de Sá Nunes → Luís Felipe Vieira Souto → Renato Mendonça | Paulo Silva de Araújo                          |
| 20              | Sílvio Vasconcelos da Silveira              | Ramos Romero → Nélson Romero | Adriano da Gama Kury                           |
| 21              | José Júlio da Silva Ramos                   | Álvaro Ferdinando Souza da Silveira → Othon Moacyr Garcia | Francisco Venceslau dos Santos                 |
| 22              | João Capistrano de Abreu                    | Manuel Said Ali Ida → Jesus Bello Galvão | José Venícius Marinho Frias                    |
| 23              | Fausto Carlos Barreto                       | Miguel Daltro Santos | Ceila Maria Ferreira Batista Rodrigues Martins |
| 24              | Teodoro Fernandes Sampaio                   | Otelo de Souza Reis → Vandick Londres da Nóbrega | Horácio França Rolim de Freitas                |
| 25              | Hemetério José dos Santos                   | Modesto de Abreu → Carlos Alberto Martins Cerqueira Short | José Pereira da Silva                          |
| 26              | Maximino de Araújo Maciel                   | Jarbas Cavalcânti de Aragão | Eneida do Rego Monteiro Bonfim                 |
| 27              | Paulino de Almeida Brito                    | José Rodrigues Leite e Oiticica → Rui da Cruz Almeida → Aurélio Buarque de Holanda                                                                                     | Antônio Martins de Araújo                      |
| 28              | José Ventura Bôscoli                        | David José Perez → José Carlos Lisboa | Luís César Saraiva Feijó                       |
| 29              | João Fernandes Ribeiro                      | Quintino do Vale → Junito de Souza Brandão | Ricardo Stávola Cavalieri                      |
| 30              | Cândido Jucá                                | Cândido Jucá (filho) | Maria Antonia da Costa Lobo                    |
| 31              | Carlos Porto Carreiro                       | Oswaldo Serpa | Álvaro Alfredo Bragança Júnior                 |
| 32              | Solidônio Atico Leite                       | Saul Borges Carneiro → Celso Ferreira da Cunha | Luiz Martins Monteiro de Barros                |
| 33              | Eduardo Carlos Pereira                      | José Luís de Campos → Lindolfo Gomes → Joaquim Brás Ribeiro | Leodegário Amarante de Azevedo Filho           |
| 34              | Alberto Faria                               | Sylvio Edmundo Elia | Hilma Pereira Ranauro                          |
| 35              | Amadeu Ataliba Arruda Amaral Leite Penteado | Clóvis do Rego Monteiro → Olmar Guterres da Silveira | Amós Coêlho da Silva                           |
| 36              | Laudelino de Oliveira Freire                | Arthur de Almeida Torres → Antônio Geraldo da Cunha | Maria Emília Barcellos da Silva                |
| 37              | Joaquim Luís Mendes de Aguiar               | Alcides da Fonseca | João Ricardo Carneiro Moderno                  |
| 38              | Mário Castelo Branco Barreto                | Jacques Raimundo → Augusto Meyer → Jairo Dias de Carvalho → Helênio Fonseca de Oliveira                                                                                | Marcelo Moraes Caetano                         |
| 39              | José Albano                                 | Júlio de Matos Ibiapina → Henrique Lagden → Sílvio Júlio de Albuquerque Lima → Paulo Lantelme                                                                          | José Geraldo Paredes                           |
| 40              | Estêvão Cruz                                | Altaminaro Nunes Pereira | Domício Proença Filho                          |